# Reserva Biológica da Mata Escura
A Reserva Biológica da Mata Escura está localizada nos municípios de Jequitinhonha e Almenara, estado de Minas Gerais na região sudeste do Brasil. esta em uma área de transição entre a mata atlântica e a caatinga.
A área é protegida pelo Instituto Chico Mendes de conservação da Biodiversidade (ICMBio).Há ocorrência nessa região de três espécies de primatas criticamente ameaçados de extinção mundialmente, a reserva Biológica da Mata Escura é unica que tem essas condições, uma vez que, foram confirmadas populações de macaco-prego-do-peito-amarelo(Cebus xanthosternos),bugio-ruivo(Alouatta guariba guariba),e o muriqui-do-norte(Brachyteles hypoxantus).
Das aves que ocorre na reserva duas especies estão ameaçadas de extinção a nível global, quatro em nível global, e outras mais dez especies de aves são listadas como  no estado, e outras varias inúmeras especies consideravelmente ameaçadas. Em nível nacional estão na categoria o gavião-pombo-grande (Leucopternis polionota),o gavião-de-penacho (Spizaetus ornatus),o gavião-pega-macaco (Spizaetus tyrannus), a tiriba-de-orelha-branca ( Pyrrhura leucotis), o joão-baiano (Synallaxis cinerea),e o papagaio-de-peito-roxo (Amazonea vinacea), todas essa especies descritas acima estão em risco em nível estadual e as três ultimas são dadas como vulneráveis em nível nacional.

Os ecossistemas da reserva são dos mais diversos possíveis, nos solos mais altos com presença de cascalho e quartzítica, onde nota bromeliáceas em grande quantidade e arvores com mais de 3 m de altura, também são muitos os líquens e musgos.